# Централно-западен регион
Централно-западният регион (на португалски: Região Centro-Oeste) е един от петте административни региона на Бразилия. Има площ 1 612 077 km². Населението на региона е 16 085 885 жители (по приблизителна оценка от юли 2018 г.).
Включва Федералния окръг и 3 щата:
- Гояс
- Мато Гросо
- Мато Гросо до Сул